# Ottavio Gaetani
Pour les articles homonymes, voir Gaetani.
Ottavio Gaetani, né à Syracuse en Sicile (Italie) le 22 avril 1566, mort à Palerme, en Sicile, le 8 mars 1620, est prêtre jésuite sicilien (italien), historien et érudit italien.

## Biographie

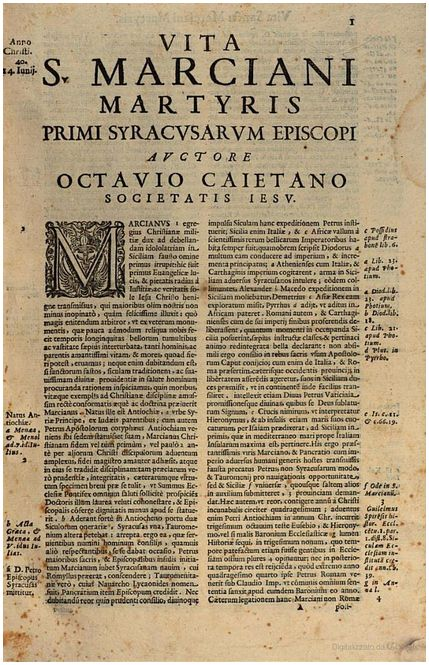
Vie de Saint Marcianus, martyr, premier évêque de Syracuse (Vitae Sanctorum Siculorum, Palerme, 1657, t. I, p. 1).

Ottavio Gaetani naquit à Syracuse, le 22 avril 1566, de parents issus des illustres maisons de Sortini et de Carrari. Il montra, dès son enfance, une dévotion très vive, et passait en prières le temps que ses camarades donnaient aux divertissements de leur âge. Une vision qu’il eut à seize ans dans l’église des Jésuites, détermina sa vocation religieuse. Avec le consentement de son père, il sollicita son admission dans la Compagnie de Jésus. Vingt ans plus tard, à la fin de sa formation spirituelle et académique  il fait sa profession religieuse définitive.
Après avoir administré, plusieurs années, les collèges de Messine et de Palerme, avec autant de zèle que de succès, il fut mis à la tête de la maison professe de cette dernière ville. Ce fut alors que voulant mettre à profit ses loisirs, il s’occupa de rechercher et de réunir les actes des saints de Sicile. L’excès du travail le fit tomber malade ; mais regrettant de laisser imparfait un ouvrage auquel il attachait un grand prix, il demanda à Dieu la santé, et la recouvra presque aussitôt.
Enfin, épuisé de fatigues, le père Gaetani mourut à Palerme, le 8 mars 1620, à 54 ans, dont il avait passé trente-six en religion. Son portrait fut gravé à Rome par l’ordre du Supérieur général, avec une inscription qui renferme l’éloge de son savoir et de la sainteté de ses mœurs.
Philippe d'Alegambe, et Antonio Mongitore, dans la Bibliotheca Sicula, rapportent plusieurs faits miraculeux attribués au père  Gaetani.

## Écrits
On a de lui: 
- De die natali S. Nymphae virginis et martyris panormitanae, Palerme, 1610, in-4°.
- Idea operis de vitis siculorum sanctorum famave sanctitatis illustrium, ibid., 1617, in-4°. C’est le plan du grand ouvrage auquel il travaillait, qu’il n’eut pas la consolation de terminer entièrement, et qui ne parut que trente-sept ans après sa mort, par les soins de ses confrères, sous le titre suivant : Vitae Sanctorum Siculorum ex antiquis Graecis Latinisque monumentis, et ut plurimum ex M.S.S. codicibus nondum editis collectae, ibid., 1657, 2 vol. in-folio ; ouvrage savant et très estimé. Le P. Tamburini en détacha l’Histoire des églises de Sicile dédiées à la Ste Vierge, la fit imprimer séparément, Palerme, 1663 in-4°, et en publia, l’année suivante, une traduction italienne, avec quelques additions et des figures.
- Isagoge ad historiam sacram siculam, ibid., 1707, in-4°. Cette introduction à l’Histoire ecclésiastique de Sicile est pleine d’érudition, et a été insérée dans le tome X du Thesaurus antiquitatum et historiarum Italiae de Johann Georg Grævius.
- Oraison funèbre de Philippe II, roi d’Espagne, en italien, prononcée dans la cathédrale de Palerme, en 1601. Cette pièce eut deux éditions la même année ; et elle fut réimprimée, pour la troisième fois, en 1619.